# Cảnh Mã
Huyện tự trị người Thái, người Ngõa Cảnh Mã (chữ Hán giản thể: 耿马傣族佤族自治县) là một huyện thuộc địa cấp thị Lâm Thương, tỉnh Vân Nam. Cộng hòa Nhân dân Trung Hoa. Huyện này có diện tích 3837. Dân số năm 1999 là 245.251 người..Chính quyền huyện đóng ở trấn Cảnh Mã. Mã số bưu chính là 677500. Về mặt hành chính, huyện được chia thành 4 trấn, 5 hương.
- Trấn: Cảnh Mã, Mãnh Vĩnh, Mãnh Tát, Mạnh Định.
- Hương: Đại Hưng, Mang Hồng, Tây Bài Sơn, Giá Phái và Mãnh Giản.